# Tøvelde
Tøvelde er en bebyggelse i Stege Sogn på Møn. Tøvelde ligger syd for Stege Nor midtvejs mellem Bissinge og Svensmarke.
Landsbyen nævnes 1257 (Tubald). Landsbyen blev udskiftet i 1800 og 1817.
Ved forsamlingshuset (opført 1903) er placeret en mindesten fra 1946 med teksten:

5. Maj 1945 

For Majdagssolen veg vor Trældomsnat 

Ved Guds og Venners Hjælp blev Danmark frit 

Men også Danske havde stridt og lidt 

Derfor blev denne Sten til Minde sat.

I Tøvelde Gl. Skole er der i dag cafe. Syd for Tøvelde, i Hjelm Bugt ud for Hvide Klint ligger den store Tøvelde-sten.
Tøvelde ligger i Vordingborg Kommune og tilhører Region Sjælland.